# トミスラヴ・ツルンコヴィッチ
トミスラヴ・ツルンコヴィッチ（Tomislav Crnković、1929年6月17日 – 2009年1月17日）は、クロアチアのサッカー選手。元ユーゴスラビア代表。
1929年に当時のユーゴスラビア王国のコトル（現在はモンテネグロ）に生まれた。ディフェンダーとしてHAŠKのユースクラブでプレーしたのち、1947年にNKメタラク・ザグレブに入団した。1950年にディナモ・ザグレブに移籍し長年プレーしたのち、晩年はオーストリアのヴィーナー・シュポルト・クラブやスイスのセルヴェットFCなどのクラブチームでプレーした。
ユーゴスラビア代表としても51試合のキャップ数を持っており、1952年ヘルシンキオリンピックでは銀メダルを獲得した。ワールドカップには1954年と1958年の2度の出場経験を持っていた。